# Jáchym (Šluknovská pahorkatina)
Jáchym (také Jáchymův vrch, německy Joachimsberg či St. Joachimsberg) je 475 m vysoký kopec, jehož vrchol leží v Lobendavě v Ústeckém kraji. 

## Charakteristika
Jáchym leží v geomorfologickém celku Šluknovská pahorkatina, jeho okrsku Šenovská pahorkatina a podokrsku Mikulášovická pahorkatina. Převažující horninou je drobně až středně zrnitý hybridní dvojslídý granodiorit doplněný na severovýchodním svahu lužickým granodioritem a na západním úbočí (podél přítoku Lučního potoka) o deluviální hlinitokamenité sedimenty a deluviofluviální písčitojílovité až písčité hlíny. V půdním pokryvu převažuje modální mesobazická kambizem, kterou při vodních tocích střídá kambizem oglejená. Vrch náleží k povodí Sebnice a úmoří Severního moře. Převážná většina vrchu je zalesněná jehličnatým lesem, ve kterém převažuje monokultura smrku ztepilého (Picea abies). Dolní část západního a severovýchodního svahu je využívána jako zemědělská půda. Přes severní úbočí vede v letech 2015–2016 rekonstruovaná krajská silnice III/2671 spojující Severní a Liščí. Jižní úbočí protíná modrá turistická stezka spojující Lobendavu a Lipovou s odbočkou k vrcholu. Na něm stojí historizující kaple svatého Jáchyma z roku 1914 se zrekonstruovanou křížovou cestou.

## Galerie

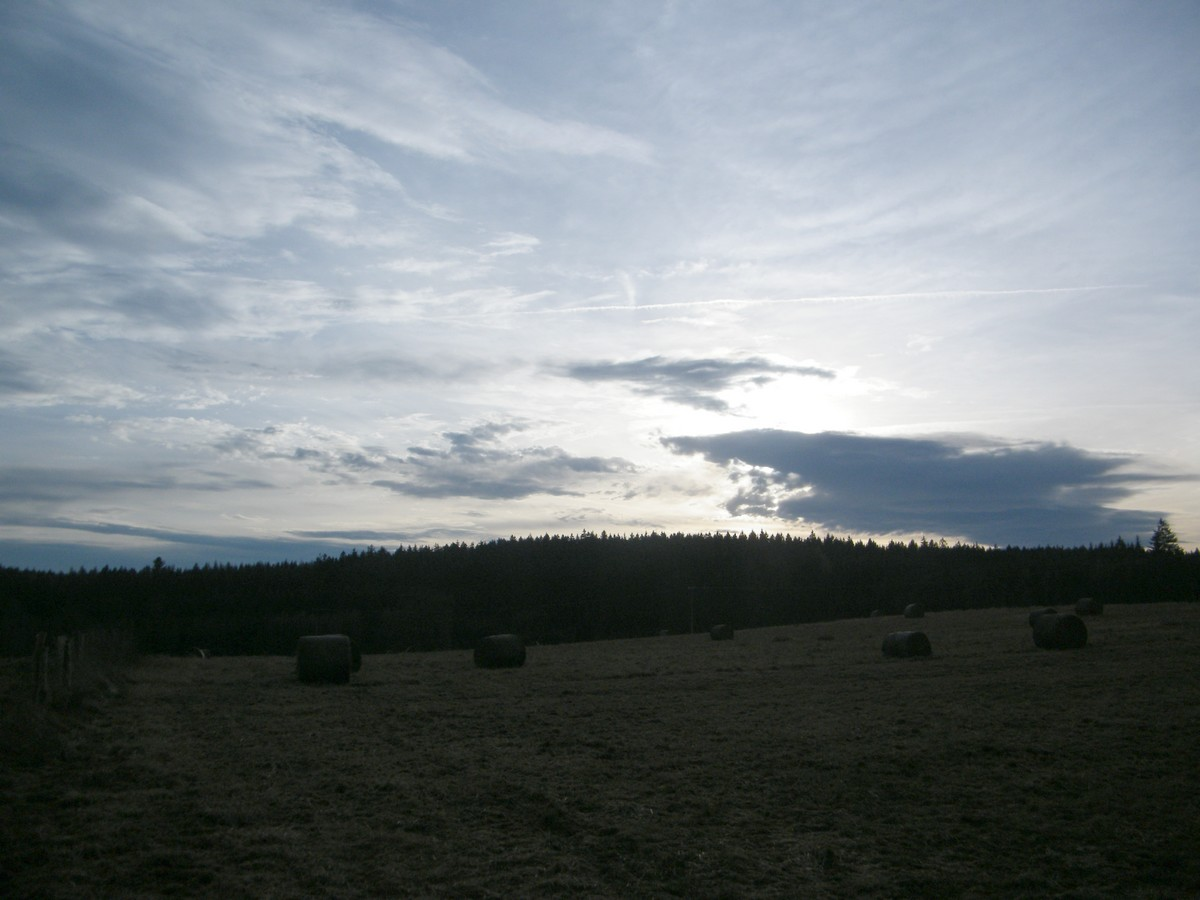
Pohled od severu
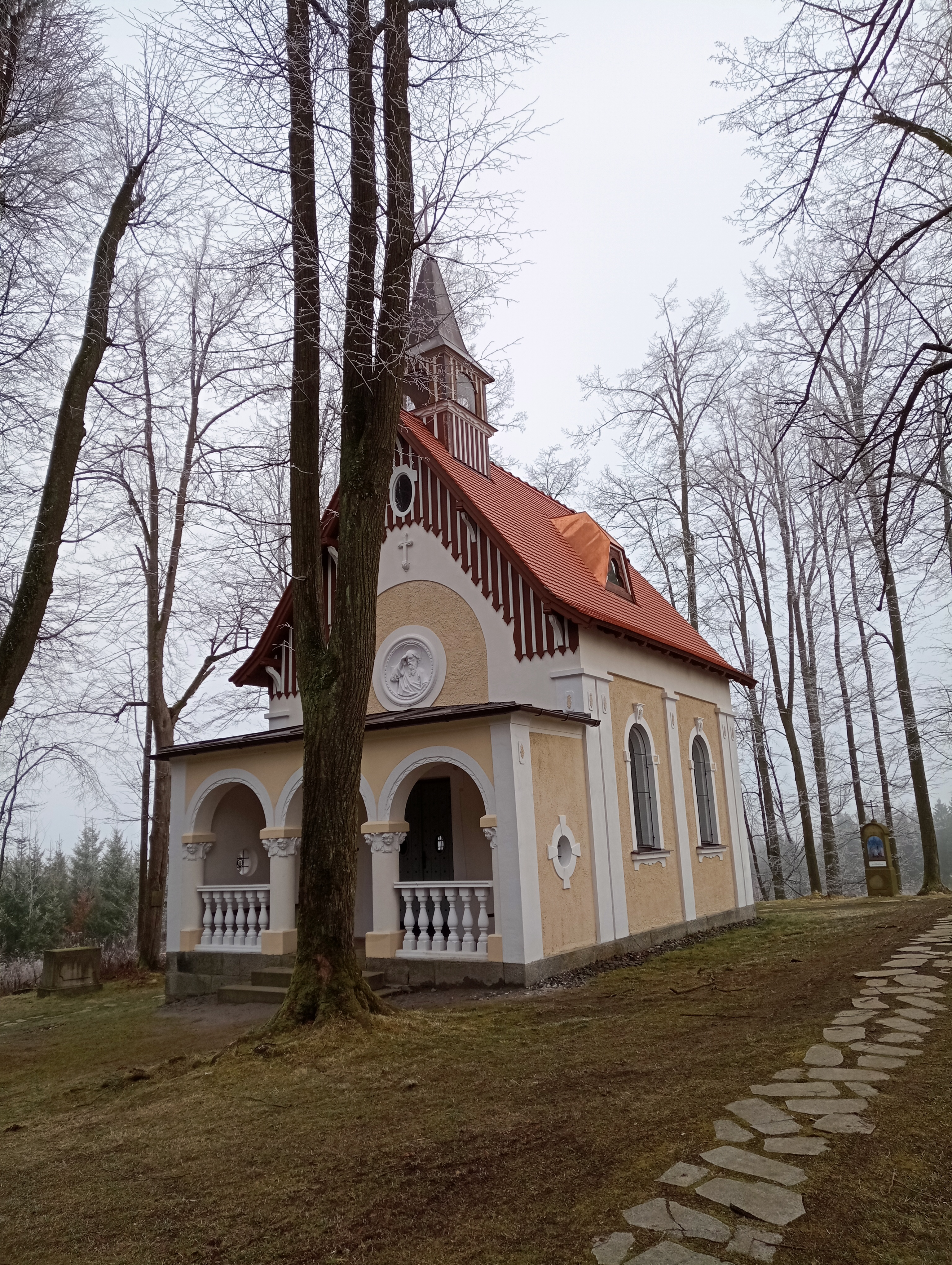
Kaple svatého Jáchyma
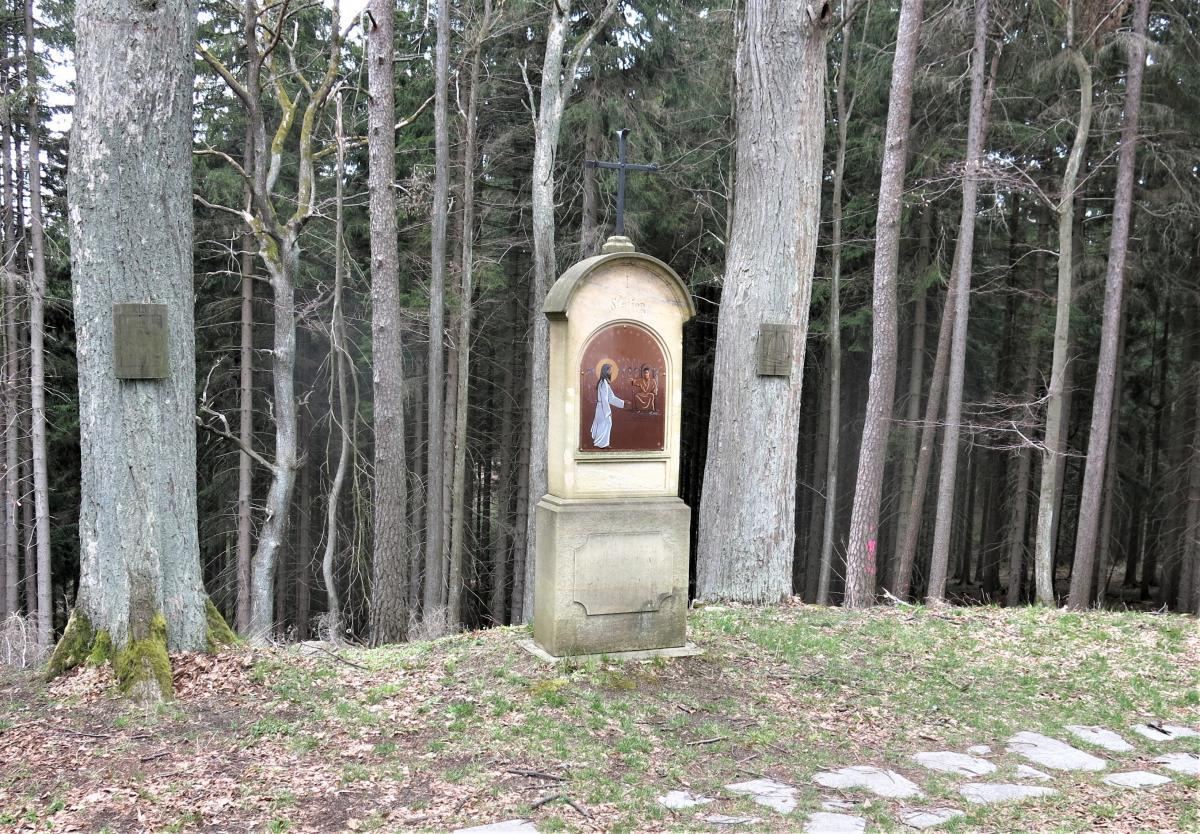
Křížová cesta
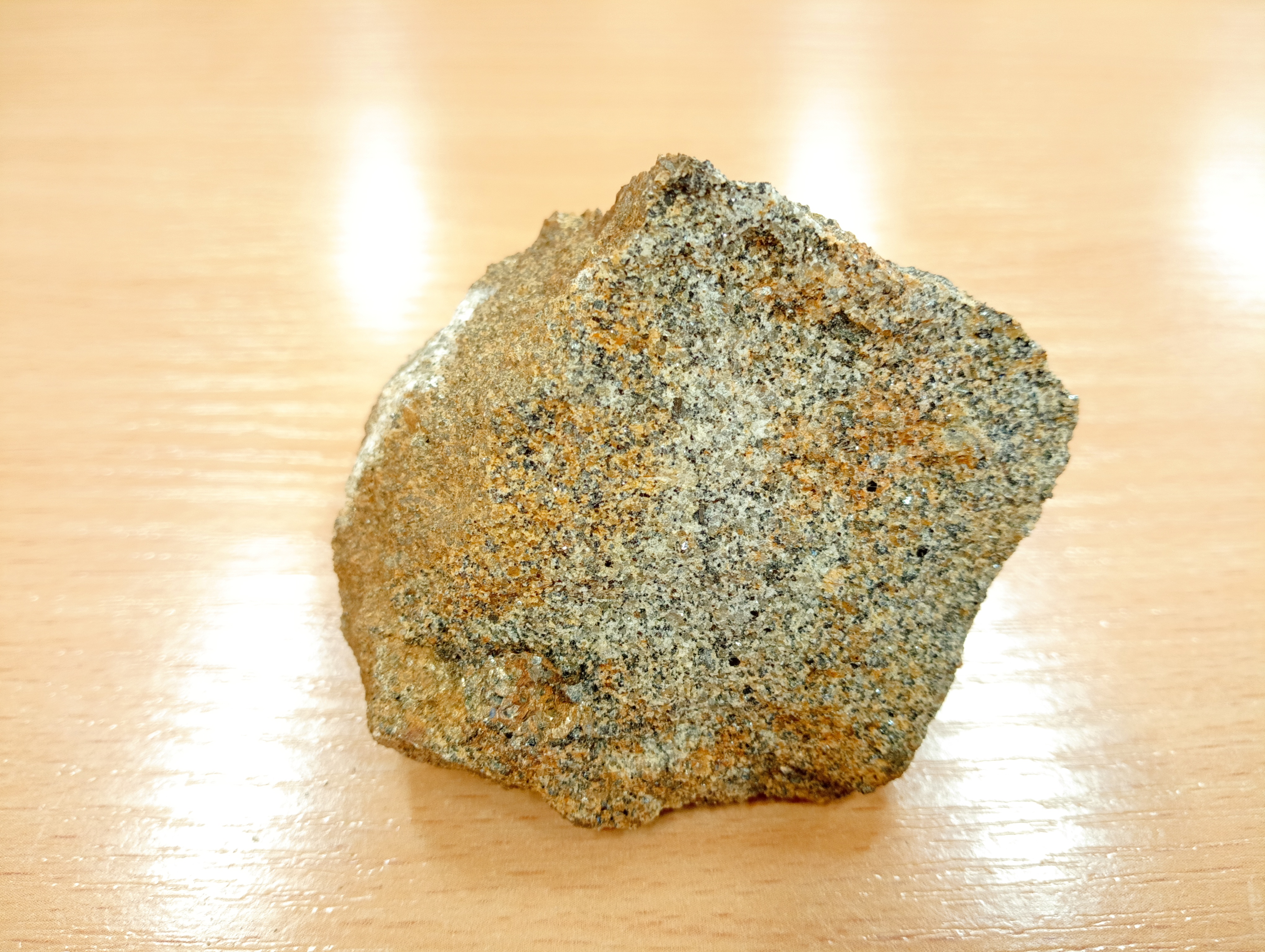
Dvojslídý granodiorit
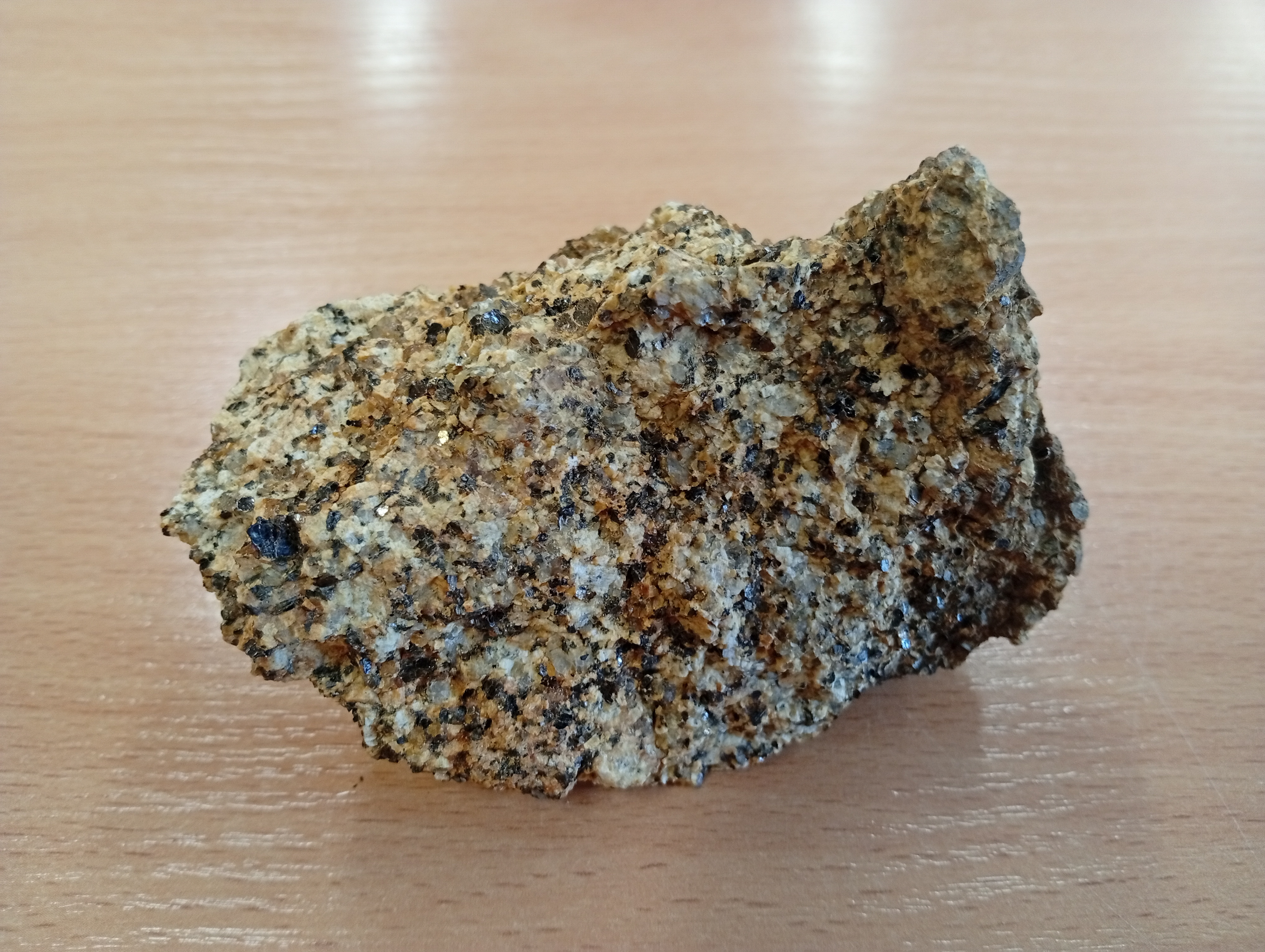
Lužický granodiorit